# Bodil Valero
Bodil Elisabeth Valero, före juni 2015 Ceballos, född Lundström 14 maj 1958 i Ljungarums församling i Jönköping, är en svensk politiker (miljöpartist). Hon var ordinarie riksdagsledamot 2006–2014, invald för Gävleborgs läns valkrets, och EU-parlamentariker 2014–2019. Valero är jurist och har tidigare arbetat som bland annat översättare, tolk, kommunalråd i Gävle och assistent åt Miljöpartiets tidigare EU-parlamentariker Inger Schörling.

## Politiskt engagemang

### Kommunpolitiker i Gävle (1994–2006)
1994 engagerade sig Valero i Miljöpartiet de gröna och fick plats i Gävle kommunfullmäktige där hon senare blev kommunalråd för partiet.

### Riksdagsledamot för Gävleborgs län (2006–2014)
I valet 2006 valdes hon in som riksdagsledamot för Miljöpartiet. Hon var ledamot av utrikesutskottet 2006–2014. Valero har varit migrationspolitisk talesperson och senare utrikespolitisk talesperson. I riksdagen arbetade hon bland annat med migrationspolitik, minoriteters rättigheter, fred, bistånd och vapenexport.

### EU-parlamentariker (2014–2019)
I Europaparlamentsvalet 2014 stod Valero på tredje plats på Miljöpartiets lista och valdes som en av fyra EU-parlamentariker från partiet.
Valero var delegationsledare för den svenska gröna delegationen i EU-parlamentet och vice ordförande för partigruppen De Gröna/Europeiska Fria Alliansen. Hon var den gröna partigruppens säkerhets- och försvarspolitiske talesperson och satt som ordinarie ledamot i underutskottet för säkerhet och försvar (SEDE), utskottet för Medborgerliga fri- och rättigheter (LIBE), samt som ersättare i utrikesutskottet (AFET). Hon var också ledamot i delegationen till den gemensamma parlamentariska AVS-EU-församlingen och satt som vice ordförande för EU-parlamentets intergrupp för Västsahara.
I Europaparlamentsvalet 2019 stod Valero på fjärde plats på Miljöpartiets lista. Miljöpartiet fick två mandat i valet och fick senare ett tredje mandat, efter att Sverige tilldelats ett extra mandat som resultat av Storbritanniens utträde ur EU.

#### Profilfrågor
Valero har arbetat med flyktingars och migranters rättigheter och för lagliga vägar in i EU. Hon förespråkar en öppen och human migrationspolitik och har ställt sig kritisk till EU:s migrationspolitiska överenskommelse med Turkiet, till förmån för att medlemsländerna i EU ska dela på ansvaret för flyktingmottagandet.
Valero har engagerat sig för minoriteters rättigheter, bland annat kurder, katalaner, assyrier/syrianer och romer.
Från 2014 var hon De Grönas representant i förhandlingarna om EU-parlamentets årliga betänkande om Turkiets medlemskapsförhandlingar.
Som föredragande för EU-parlaments årliga betänkande om vapenexportkontroll två år i rad har hon föreslagit skarpare implementering av EU:s gemensamma ståndpunkt om vapenexport.
Hon har också engagerat sig för kvinnors rätt till laglig och säker abort, med särskilt fokus på kvinnors rättigheter i El Salvador.